# Micrurus multiscutatus
Micrurus multiscutatus este o specie de șerpi din genul Micrurus, familia Elapidae, descrisă de Hialmar Rendahl și Vestergren 1940. Conform Catalogue of Life specia Micrurus multiscutatus nu are subspecii cunoscute.